# Putterlickia
Putterlickia é um género botânico pertencente à família Celastraceae.
1. ↑  «Putterlickia — World Flora Online». www.worldfloraonline.org. Consultado em 19 de agosto de 2020